# Friedrich Kopsch
Friedrich Wilhelm Kopsch, född 24 mars 1868 i Saarbrücken, död 24 januari 1955 i Berlin, var en tysk anatom.
Kopsch var professor i anatomi vid universitetet i Berlin. Han gjorde sig känd särskilt som utgivare av en över hela världen använd lärobok och atlas i människans anatomi.